# Torneo Preolímpico Sudamericano Sub-23 de 2004
El Torneo Preolímpico Sudamericano de Chile se realizó entre el 7 y el 25 de enero de 2004 para definir a los dos equipos de Sudamérica que participarían en los Juegos Olímpicos de Atenas 2004.
En el torneo participaron los 10 equipos pertenecientes a la Conmebol, de los cuales consiguieron la clasificación Argentina (campeón), y Paraguay (subcampeón).
Este sería el último Torneo Preolímpico a disputarse, ya que la Conmebol cambio el sistema de clasificación a los Juegos Olímpicos, dejando como clasificados al primer y segundo lugar del hexagonal final del Campeonato Sudamericano Sub-20. Esta medida comenzó a regir a partir del Campeonato Sudamericano Sub-20 de 2007 disputado en Paraguay. Sin embargo, el 14 de agosto de 2018 la Conmebol anunció la vuelta del torneo para el 2020, con sede en Colombia.
A la fase final avanzaban de forma directa los primeros del grupo A y del grupo B. Los segundos y terceros disputaron los denominados playoffs: segundo del grupo A vs. tercero del grupo B y segundo del B vs. tercero del grupo A. Los ganadores de los juegos obtuvieron los dos cupos restantes para la fase final, un cuadrangular.

## Sedes
Las sedes de este campeonato fueron:
| La Serena          | Coquimbo                           | Viña del Mar      | Valparaíso          | Concepción                      |
| ------------------ | ---------------------------------- | ----------------- | ------------------- | ------------------------------- |
| Estadio La Portada | Estadio Francisco Sánchez Rumoroso | Estadio Sausalito | Estadio Playa Ancha | Estadio Municipal de Concepción |
| Capacidad: 12 000  | Capacidad: 10 000                  | Capacidad: 18 000 | Capacidad: 15 000   | Capacidad: 32 000               |
|                    |                                    |                   |                     |                                 |

## Primera fase
- Leyenda: Pts: Puntos; PJ: Partidos jugados; G: Partidos ganados; E: Partidos empatados; P: Partidos perdidos; GF: Goles a favor; GC: Goles en contra; Dif: Diferencia de goles.

### Grupo A
| Equipo    | Pts | PJ | PG | PE | PP | GF | GC | Dif |
| --------- | --- | -- | -- | -- | -- | -- | -- | --- |
| Chile     | 10  | 4  | 3  | 1  | 0  | 10 | 3  | +7  |
| Brasil    | 8   | 4  | 2  | 2  | 0  | 9  | 2  | +7  |
| Paraguay  | 6   | 4  | 2  | 0  | 2  | 7  | 8  | –1  |
| Uruguay   | 2   | 4  | 0  | 2  | 2  | 3  | 7  | –4  |
| Venezuela | 1   | 4  | 0  | 1  | 3  | 2  | 11 | –9  |

| 7 de enero de 2004, 20:00 | Chile                                   | 3:0 (2:0) | Uruguay | Estadio Municipal de Concepción, Concepción                |                                                            |
|                           | González 4' · Soto 33' · Villanueva 49' |           |         | Asistencia: 32 000 espectadores Árbitro(s): Claudio Martín | Asistencia: 32 000 espectadores Árbitro(s): Claudio Martín |

| 7 de enero de 2004, 22:10 | Brasil                                                      | 4:0 (0:0) | Venezuela | Estadio Municipal de Concepción, Concepción                  |                                                              |
|                           | Diego 46' · Dagoberto 58' · Robinho 73' (pen.) · Marcel 88' |           |           | Asistencia: 20 000 espectadores Árbitro(s): Fernando Panesso | Asistencia: 20 000 espectadores Árbitro(s): Fernando Panesso |

| 9 de enero de 2004, 20:00 | Chile                                          | 3:0 (2:0) | Venezuela | Estadio Municipal de Concepción, Concepción             |                                                         |
|                           | Valdivia 42' · Figueroa 45+1' · Villanueva 55' |           |           | Asistencia: 17 000 espectadores Árbitro(s): Pedro Ramos | Asistencia: 17 000 espectadores Árbitro(s): Pedro Ramos |

| 9 de enero de 2004, 22:10 | Brasil                                            | 3:0 (1:0) | Paraguay | Estadio Municipal de Concepción, Concepción                  |                                                              |
|                           | Diego 9' (pen.) · Robinho 51' (pen.) · Maicon 53' |           |          | Asistencia: 14 000 espectadores Árbitro(s): Gilberto Hidalgo | Asistencia: 14 000 espectadores Árbitro(s): Gilberto Hidalgo |

| 11 de enero de 2004, 16:00 | Brasil      | 1:1 (1:1) | Uruguay     | Estadio Municipal de Concepción, Concepción               |                                                           |
|                            | Robinho 41' |           | 37' Vigneri | Asistencia: 1 200 espectadores Árbitro(s): Claudio Martín | Asistencia: 1 200 espectadores Árbitro(s): Claudio Martín |

| 11 de enero de 2004, 18:10 | Paraguay                               | 3:1 (2:1) | Venezuela     | Estadio Municipal de Concepción, Concepción            |                                                        |
|                            | González 11' (pen.), 43' · Giménez 52' |           | 25' Maldonado | Asistencia: 1 500 espectadores Árbitro(s): René Ortubé | Asistencia: 1 500 espectadores Árbitro(s): René Ortubé |

| 13 de enero de 2004, 20:00 | Uruguay     | 1:1 (0:1) | Venezuela    | Estadio Municipal de Concepción, Concepción                    |                                                                |
|                            | Olivera 61' |           | 2' Maldonado | Asistencia: 15 000 espectadores Árbitro(s): Víctor Hugo Rivera | Asistencia: 15 000 espectadores Árbitro(s): Víctor Hugo Rivera |

| 13 de enero de 2004, 22:10 | Chile                                | 3:2 (0:1) | Paraguay                   | Estadio Municipal de Concepción, Concepción                  |                                                              |
|                            | Soto 65' · Beausejour 74' · Leal 83' |           | 42' Figueredo · 70' Torres | Asistencia: 27 000 espectadores Árbitro(s): Fernando Panesso | Asistencia: 27 000 espectadores Árbitro(s): Fernando Panesso |

| 15 de enero de 2004, 20:00 | Uruguay    | 1:2 (0:1) | Paraguay              | Estadio Municipal de Concepción, Concepción                  |                                                              |
|                            | García 31' |           | 9' Díaz · 85' Bareiro | Asistencia: 30 000 espectadores Árbitro(s): Gilberto Hidalgo | Asistencia: 30 000 espectadores Árbitro(s): Gilberto Hidalgo |

| 15 de enero de 2004, 22:10 | Chile          | 1:1 (0:1) | Brasil   | Estadio Municipal de Concepción, Concepción                |                                                            |
|                            | Beausejour 63' |           | 18' Alex | Asistencia: 33 000 espectadores Árbitro(s): Claudio Martín | Asistencia: 33 000 espectadores Árbitro(s): Claudio Martín |

### Grupo B
| Equipo    | Pts | PJ | PG | PE | PP | GF | GC | Dif |
| --------- | --- | -- | -- | -- | -- | -- | -- | --- |
| Argentina | 10  | 4  | 3  | 1  | 0  | 11 | 5  | +6  |
| Ecuador   | 9   | 4  | 3  | 0  | 1  | 10 | 9  | +1  |
| Colombia  | 6   | 4  | 2  | 0  | 2  | 7  | 6  | +1  |
| Perú      | 4   | 4  | 1  | 1  | 2  | 6  | 9  | –3  |
| Bolivia   | 0   | 4  | 0  | 0  | 4  | 5  | 10 | –5  |

| 8 de enero de 2004, 20:00 | Colombia | 0:1 (0:0) | Ecuador  | Estadio Francisco Sánchez Rumoroso, Coquimbo                    |                                                                 |
|                           |          |           | Mina 84' | Asistencia: 5 000 espectadores Árbitro(s): Paulo César Oliveira | Asistencia: 5 000 espectadores Árbitro(s): Paulo César Oliveira |

| 8 de enero de 2004, 22:10 | Argentina | 0:0 | Perú | Estadio Francisco Sánchez Rumoroso, Coquimbo              |  |
|                           |           |     |      | Asistencia: 7 000 espectadores Árbitro(s): Carlos Chandía |  |

| 10 de enero de 2004, 20:00 | Argentina                  | 2:1 (1:1) | Bolivia  | Estadio Francisco Sánchez Rumoroso, Coquimbo              |                                                           |
|                            | Tévez 45+1' · González 49' |           | 17' Arce | Asistencia: 2 500 espectadores Árbitro(s): Luis Solórzano | Asistencia: 2 500 espectadores Árbitro(s): Luis Solórzano |

| 10 de enero de 2004, 21:10 | Colombia                | 3:1 (1:1) | Perú         | Estadio Francisco Sánchez Rumoroso, Coquimbo              |                                                           |
|                            | Herrera 45+1', 58', 87' |           | 34' Guerrero | Asistencia: 3 500 espectadores Árbitro(s): Gustavo Méndez | Asistencia: 3 500 espectadores Árbitro(s): Gustavo Méndez |

| 12 de enero de 2004, 20:00 | Ecuador                                       | 4:2 (2:0) | Perú                         | Estadio Francisco Sánchez Rumoroso, Coquimbo               |                                                            |
|                            | Baldeón 9', 16' · Salas 58' (pen.) · Mina 72' |           | 46' Rodríguez · 82' Guerrero | Asistencia: 2 000 espectadores Árbitro(s): Carlos Amarilla | Asistencia: 2 000 espectadores Árbitro(s): Carlos Amarilla |

| 12 de enero de 2004, 21:10 | Colombia                  | 2:0 (1:0) | Bolivia | Estadio Francisco Sánchez Rumoroso, Coquimbo          |                                                       |
|                            | Herrera 28' · Arzuaga 90' |           |         | Asistencia: 2 000 espectadores Árbitro(s): Pablo Pozo | Asistencia: 2 000 espectadores Árbitro(s): Pablo Pozo |

| 14 de enero de 2004, 20:00 | Argentina                                                    | 5:2 (3:1) | Ecuador                       | Estadio La Portada, La Serena                                   |                                                                 |
|                            | González 6' · Ferreyra 9', 60' · Fernández 22' · Delgado 75' |           | 2' (pen.) Salas · 50' Perlaza | Asistencia: 4 679 espectadores Árbitro(s): Paulo César Oliveira | Asistencia: 4 679 espectadores Árbitro(s): Paulo César Oliveira |

| 14 de enero de 2004, 22:10 | Perú                            | 3:2 (0:1) | Bolivia                 | Estadio La Portada, La Serena                             |                                                           |
|                            | Guerrero 60' · Aguirre 67', 70' |           | 31' Arce · 76' Castillo | Asistencia: 4 679 espectadores Árbitro(s): Carlos Chandía | Asistencia: 4 679 espectadores Árbitro(s): Carlos Chandía |

| 16 de enero de 2004, 20:00 | Argentina                                                    | 4:2 (3:1) | Colombia                    | Estadio La Portada, La Serena                              |                                                            |
|                            | Mascherano 15' · González 30' · Rodríguez 38' · Ferreyra 66' |           | 21' Domínguez · 70' Herrera | Asistencia: 2 500 espectadores Árbitro(s): Carlos Amarilla | Asistencia: 2 500 espectadores Árbitro(s): Carlos Amarilla |

| 16 de enero de 2004, 22:10 | Ecuador                           | 3:2 (1:0) | Bolivia                  | Estadio La Portada, La Serena                             |                                                           |
|                            | Checa 28' · Salas 46' · Borja 70' |           | 58' Ortiz · 64' Castillo | Asistencia: 5 000 espectadores Árbitro(s): Gustavo Méndez | Asistencia: 5 000 espectadores Árbitro(s): Gustavo Méndez |

### Playoffs
| 18 de enero de 2004, 17:00 | Brasil                           | 3:0 (1:0) | Colombia | Estadio Playa Ancha, Valparaíso                           |                                                           |
|                            | Alex 11' · Marcel 46' · Dudú 81' |           |          | Asistencia: 1 000 espectadores Árbitro(s): Gustavo Méndez | Asistencia: 1 000 espectadores Árbitro(s): Gustavo Méndez |

| 18 de enero de 2004, 19:30 | Ecuador                            | 0:0 (2:4 p.)               | Paraguay                            | Estadio Playa Ancha, Valparaíso                           |  |
|                            |                                    |                            |                                     | Asistencia: 1 300 espectadores Árbitro(s): Luis Solórzano |  |
|                            |                                    | Tiros desde el punto penal |                                     |                                                           |  |
|                            | Guagua · Mina · Valencia · Baldeón |                            | Díaz · Bareiro · Barreto · Martínez |                                                           |  |

## Fase final
| Equipo    | Pts | PJ | PG | PE | PP | GF | GC | Dif |
| --------- | --- | -- | -- | -- | -- | -- | -- | --- |
| Argentina | 7   | 3  | 2  | 1  | 0  | 5  | 3  | +2  |
| Paraguay  | 6   | 3  | 2  | 0  | 1  | 4  | 3  | +1  |
| Brasil    | 3   | 3  | 1  | 0  | 2  | 3  | 3  | 0   |
| Chile     | 1   | 3  | 0  | 1  | 2  | 4  | 7  | –3  |

| 21 de enero de 2004, 21:00 | Chile      | 1:2 (0:0) | Paraguay                   | Estadio Playa Ancha, Valparaíso                            |                                                            |
|                            | Millar 62' |           | 80' Bareiro · 83' Villalba | Asistencia: 16 505 espectadores Árbitro(s): Gustavo Méndez | Asistencia: 16 505 espectadores Árbitro(s): Gustavo Méndez |

| 21 de enero de 2004, 23:10 | Brasil | 0:1 (0:0) | Argentina     | Estadio Playa Ancha, Valparaíso                              |                                                              |
|                            |        |           | 77' Rodríguez | Asistencia: 16 505 espectadores Árbitro(s): Gilberto Hidalgo | Asistencia: 16 505 espectadores Árbitro(s): Gilberto Hidalgo |

| 23 de enero de 2004, 20:00 | Argentina         | 2:1 (0:0) | Paraguay      | Estadio Sausalito, Viña del Mar                         |                                                         |
|                            | Figueroa 76', 79' |           | 55' Achucarro | Asistencia: 15 292 espectadores Árbitro(s): René Ortubé | Asistencia: 15 292 espectadores Árbitro(s): René Ortubé |

| 23 de enero de 2004, 22:10 | Chile        | 1:3 (0:1) | Brasil                           | Estadio Sausalito, Viña del Mar                            |                                                            |
|                            | González 29' |           | 4' Marcel · 51' Dudú · 59' Diego | Asistencia: 15 292 espectadores Árbitro(s): Luis Solórzano | Asistencia: 15 292 espectadores Árbitro(s): Luis Solórzano |

| 25 de enero de 2004, 17:00 | Brasil | 0:1 (0:1) | Paraguay   | Estadio Sausalito, Viña del Mar                           |                                                           |
|                            |        |           | 32' Devaca | Asistencia: 9 000 espectadores Árbitro(s): Gustavo Méndez | Asistencia: 9 000 espectadores Árbitro(s): Gustavo Méndez |

| 25 de enero de 2004, 19:30 | Chile                        | 2:2 (1:2) | Argentina                   | Estadio Sausalito, Viña del Mar                              |                                                              |
|                            | Bascuñán 5' · Beausejour 62' |           | 4' Figueroa · 38' Domínguez | Asistencia: 12 000 espectadores Árbitro(s): Gilberto Hidalgo | Asistencia: 12 000 espectadores Árbitro(s): Gilberto Hidalgo |

|                              |
| Bandera de Argentina         |
| Campeón Argentina 4.º título |

## Clasificados a losJuegos Olímpicos de Atenas 2004
| Bandera de Argentina | Bandera de Paraguay |
| Argentina            | Paraguay            |
| -------------------- | ------------------- |

## Estadísticas

### Clasificación general
| Pos. | Selección | Gr. | Pts. | PJ | PG | PE | PP | GF | GC | Dif |
| ---- | --------- | --- | ---- | -- | -- | -- | -- | -- | -- | --- |
| 1    | Argentina | B   | 17   | 7  | 5  | 2  | 0  | 16 | 8  | +8  |
| 2    | Paraguay  | A   | 13   | 7  | 4  | 1  | 3  | 11 | 11 | 1   |
| 3    | Brasil    | A   | 14   | 7  | 4  | 2  | 2  | 15 | 5  | 8   |
| 4    | Chile     | A   | 11   | 7  | 3  | 2  | 2  | 14 | 10 | 4   |
| 5    | Ecuador   | B   | 10   | 4  | 3  | 1  | 1  | 10 | 9  | 0   |
| 6    | Colombia  | B   | 6    | 4  | 2  | 0  | 3  | 7  | 9  | 0   |
| 7    | Perú      | B   | 4    | 4  | 1  | 1  | 2  | 6  | 9  | -3  |
| 8    | Uruguay   | A   | 2    | 4  | 0  | 2  | 2  | 3  | 7  | -4  |
| 9    | Venezuela | A   | 1    | 4  | 0  | 1  | 3  | 2  | 11 | -9  |
| 10   | Bolivia   | B   | 0    | 4  | 0  | 0  | 4  | 5  | 10 | -5  |

## Goleadores
| Jugador          | Selección | Goles |
| ---------------- | --------- | ----- |
| Sergio Herrera   | Colombia  | 5     |
| Luciano Figueroa | Argentina | 3     |
| Luis González    | Argentina | 3     |
| Osmar Ferreyra   | Argentina | 3     |
| Robson Da Souza  | Brasil    | 3     |
| Diego Ribas      | Brasil    | 3     |
| Marcel Ortolan   | Brasil    | 3     |
| Paolo Guerrero   | Perú      | 3     |
| Franklin Salas   | Ecuador   | 3     |
| Jean Beausejour  | Chile     | 3     |